# Le chemin de fer
Le chemin de fer in d-mineur, op. 27, is een programmatische etude voor piano van Charles-Valentin Alkan. Hij schreef het stuk, dat circa 5 minuten duurt, in 1844.

## Compositie
Le chemin de fer heeft vivacissimamente als tempo, wat neerkomt op circa 112 halve noten per minuut, en wordt gezien als het eerste muziekstuk dat een spoorweg nabootst. Het eerste gedeelte begint met een basso ostinato van achtste staccato noten, waar na vier maten zestiende noten in de rechterhand bij komen. Het tweede thema heeft een lichtere melodie in F-majeur en bestaat uit zestiende noten. Bij het coda worden de noten langer en komt het stuk tot zijn einde, wat de binnenkomst van de trein in het station afbeeldt.